# Burg Hövel
Die Burg Hövel ist eine abgegangene Burg. Im zwölften Jahrhundert ist sie als einer der Sitze der Grafen von Berg nachweisbar. Die Burg lag auf dem Nordabhang des Höveler Hügels im heutigen Hammer Stadtbezirk Bockum-Hövel. Sie ist nicht erhalten, ihre frühere Position ist überbaut.

## Lage
Die Niederungsburg von Hövel lag auf dem Nordabhang des Höveler Hügels im Dorf Hövel. Dieses ist heute Teil von Bockum-Hövel, einem Stadtbezirk der Großstadt Hamm, der Bockum-Hövel im Zuge der Gemeindegebietsreform von 1975 angegliedert worden ist. Die Burg Hövel stand an der Stelle der alten Vikarie (400 Meter nördlich der St. Pankratius-Kirche).

## Geschichte
Haus Hövel ist für das zwölfte Jahrhundert als eine der Burganlagen der Grafen von Berg belegt. Es ist anzunehmen, dass sich an der Position der Burg vorher viele Jahre lang ein freier Bauernhof befand, dessen Besitzer sich nach der Lage auf dem Hügel to Huvele, von Hövel, oder auch in der lateinischen Form de Huvile nannten.
Ortsheimatpfleger Willi Schroeder nimmt an, dass die Burg bereits zu einem viel früheren Zeitpunkt erbaut worden ist, nämlich um das Jahr 1003. Danach geht Burg Hövel auf die Grafen von Werl zurück, namentlich Graf Bernhard I. von Werl. Diese Annahme stützt sich auf die Darstellung einer mittelalterlichen Quelle, dem Annalista Saxo, nach der Bernhard I. von Werl als einer von drei Söhnen Hermanns I. von Werl die Linie der Grafen von Hövel begründete, während sein Bruder Hermann II. von Werl Stammvater der Linie der Grafen von Arnsberg ist. Der um 983 geborene Bernhard von Werl habe ganz Mittelwestfalen als Erbe erhalten, wozu auch eine ganze Reihe von Gütern gehört hätten. Bereits in jungen Jahren (um 1003) sei er Erbvogt über das Reichsstift Essen geworden. Nach Auffassung Schroeders wäre Bernhard um das Jahr 1003 in seine Grafschaft umgezogen, um eine bessere Übersicht zu haben, da in diesem Gau seine meisten Comitate gelegen hätten. Er habe dann die günstigste Stelle an der großen Heerstraße gefunden, die vom Hellweg zur Ostsee verlief, und zwar kurz hinter der Lippefurt in einer Senke des nördlichen Hügels. Von hier aus habe er den gesamten Haarstrang überblicken können. Bernhard habe deshalb hier eine Burg gebaut und sich danach des Hügels wegen Graf Bernhardus de Huvili genannt, Graf von Hövel.
Gegen diese Auffassung spricht die neuere Forschung Paul Leidingers, der seit Jahrzehnten mit den Grafen von Werl befasst ist. Danach ist Bernhard I. von Werl niemals Graf von Hövel gewesen. Vielmehr liege im Annalista Saxo eine Verwechslung vor. Der dort genannte Bernhard sei mit Bernhard II. von Werl zu identifizieren, Stammvater der Grafen von Arnsberg. Nach dieser Auffassung wäre Hövel bis zum Jahre 1124 Teil der arnsbergischen Besitztümer gewesen und erst mit dem Tod des letzten Arnsberger Grafen durch Erbteilung an das Haus Berg gelangt. Ein Graf von Hövel (aus dem Hause Berg) wäre damit frühestens für das Jahr 1124 plausibel. Erster Graf von Hövel wäre danach Adolf II. von Berg, der in erster Ehe mit der Tochter des letzten Arnsberger Grafen verheiratet war. Er soll sich ab 1128 Graf von Hövel genannt haben.
Burg Hövel diente den Bergern als Residenz, doch wurde sie wohl bereits durch Adolf II. von Berg nicht mehr regelmäßig genutzt, der andere Anwesen besaß, auf denen er residierte. Im Jahre 1145 belehnte Adolf einen seiner Ministerialen mit der Burg Hövel (inklusive des großen Landbesitzes). In dieser Zeit gaben sich die Bewohner einen neuen Namen. Der Ministeriale nannte sich seit dieser Zeit „de Hüvele“ im Gegensatz zu dem früheren Namen „de Huvili“. (Auch für Graf Friedrich von Isenberg ist eine Änderung des früheren Namens bekannt – er wurde als „Comes de hurde“ bezeichnet.). Burg Hövel war seither Sitz der Ritter, Edelherren und späteren Freiherren von Hövel.
Unter Eberhard I. von Berg-Altena verlor die Burg dann endgültig ihre Bedeutung als Residenz, weil Eberhard Burg Nienbrügge erbauen ließ, von der aus er eine bessere Kontrolle über seine Besitzungen ausüben konnte. Als sich die Grafen von Berg-Altena in der Erbteilung von 1180 in die altenaisch-märkische und die spätere isenbergische Linie aufspalteten, gelangte die Burg in die Hände der altenaischen Linie. Zunächst gehörte sie zum Besitz des Grafen Friedrich von Berg-Altena, der sie dann nach seinem Tod im Jahre 1198 an seinen Sohn Adolf vererbte, den späteren Adolf I. von der Mark. Für den isenbergischen Zweig der Familie war Burg Hövel somit verloren. Friedrichs Bruder, Arnold von Altena, der den Titel des Grafen von Hövel geerbt hatte, trieb zum Ersatz den Ausbau von Burg Nienbrügge voran. Der isenbergische Familienzweig nutzte Nienbrügge als Residenz, bis Arnolds Sohn Friedrich von Isenberg 1217 auf die Isenburg bei Hattingen übersiedelte. Burg Hövel hingegen wurde seitens der altenaisch-märkischen Linie der Berger Grafen weiterhin an die Knappen, Ritter, Edelherren und Freiherren von Hövel belehnt.
Im Jahre 1200 wird ein Glied der Familie von Hövel urkundlich erwähnt, ein gewisser Lambert von Hövel, der 1198 als Zeuge bei einem Tauschgeschäft zwischen dem Grafen Gottfried von Arnsberg und dem Propst zu Cappenberg genannt wird. Um diese Zeit müssen also die Besitzer von Haus Hövel bereits aus dem Stand der freien Bauern in den Stand der Ritter gelangt sein. Es sind nur wenige Episoden aus dem Leben dieses Geschlechts bekannt. So ist eine Urkunde vorhanden, in der Hermann von Hövel und seine Frau Otburgis und ihre Kinder Gottfried (der Domherr in Münster war), Johann Lambert, Gisla und Ermegardis auf ihre Forderungen an das Gut Dolemap zu Gunsten des Klosters Cappenberg verzichten. Dabei wird der Ritter Johann von Hövel, Bruder des Hermann, als Zeuge genannt.
Nach dem Mord an dem Kölner Erzbischof Engelbert I. von Köln durch Friedrich von Isenberg blieb Burg Hövel zwar nominell im Besitz des Grafen Adolf I. von der Mark, der jedoch faktisch keine Herrschaftsgewalt in den nördlich der Lippe gelegenen altenaischen Gebieten ausüben konnte; diese lag bei den Bischöfen von Münster. Adolf gab seine Regierungsgewalt deshalb auf, behielt jedoch die Burg als märkischen Besitz.
Um 1280 gründete Eberhard von der Mark gemeinsam mit seiner Ehefrau Ermegard das Nordenhospital zu Hamm. Als Zeugen waren zugegen: Godefridus de Hüvele und Johann de Hüvele. Im Jahr 1297 wurde Johann de Hüvele Burgmann in Stromberg. Hermann de Hüvele war zur gleichen Zeit Amtmann beim Fürstbischof zu Münster. Lambert de Hüvele, der älteste Sohn, muss wahrscheinlich weiter auf Burg Hövel gewohnt haben. Er war mit Odburgis verheiratet. Sie hatten aus der Ehe sechs Kinder, und zwar die Töchter Ermegardis und Christina und die Söhne Statius, Lambert, Johann und Godfried. Lambert de Hüvele verblieb auf der Burg Hövel. Die anderen wurden bei verschiedenen Grafen als Ministeriale untergebracht. Lambert hatte eine Tochter mit Namen Otburga, die Nonne im Kloster Welver wurde, und fünf weitere Söhne, und zwar Lambert, Deibolt, Godfried, Johann und Hermann. Hermann wurde Domherr in Münster, Johann de Hüvele Ritter und Burgmann in Stromberg. Nun erwarb Lambert de Hüvele von den Klosterfrauen in Herford das Lehnsrecht des Hauses Stockum und erwarb die Burg Geinegge. Lehnsherr des Hauses Stockum wurde Godfrid de Hüvele, Herr über die Burg Geinegge sein Sohn Lambert. Dreibolt de Hüvele wurde Herr über Burg Hövel. Er war verheiratet mit Elseke. Am 31. Oktober 1323 schenkte Deibold de Hüvele mit Genehmigung seiner Ehefrau Elseke eine Abgabe aus dem Schürkmanns Erbe in Nordick. Neben Getreideschenkungen an den Pastor, verschiedenen Schuldenerlassen u. ä. wurde das Gut Nortwick, das zu diesem Zeitpunkt noch zum Kirchspiel Bockum gehörte, an einen Johann von Berle verschenkt. Das Siegel des Dreibolt de Hüvele hängt noch unversehrt an einem Pergamentstreifen der Schenkungsurkunde.
1390 war Lambert de Hüvele Zeuge beim Verkauf des Freistuhles zu Ascheberg. Er wohnte zu dieser Zeit auf seiner Burg in Hövel. 1392/93 trug ein Gerlach van Hoevele den Hof zu Hövel als Lehen seitens der Grafen von der Mark.
1448 heiratete Evert von Mersfeld eine Gödeke de Hüvele, die auf der Burg in Hövel wohnte.
1507 wohnten auf der Burg Hövel Dietrich de Hüvele und seine Ehefrau Frederene (die entsprechende Notiz befindet sich im Archiv von Schloss Westerwinkel).
Im Jahre 1553 ging die Burg Hövel in die Hände der Familie von Reck in Heessen über. Gert Freiherr von der Reck aus dem Hause Heessen (gest. 1570) kaufte das Volmarsteinsche, dann Reck-Heessen'sche Lehen Schlosshof (eigentlich Schlossmannshof) zu Hövel von Anton von Laer zu Geinegge, und nannte sich seither Herr zu Hövel. Um 1580 war der Besitzer der Burg Hövel Hermann Freiherr von der Reck in Heessen, der sich auch Herr von Hövel nannte. Nach seinem Tod (etwa 1590) scheinen die Hövel Güter an die Caldenhofer Reckes gefallen und später in deren Konkurs verwickelt worden zu sein. Diedrich von Kaldenhof war der nächste Burgherr von Hövel. Er musste diese Burg verkaufen, da sie in Konkurs ging. Bei der Auflösung der von Reckschen Güter im Jahre 1608 kam die Burg rasch nacheinander in verschiedene Hände.
Haus Ermelinghof, die Burg Hövel und die umliegenden Kämpe und Wiesen, verschiedene Kotten und eine große Weide kaufte im Jahre 1631 Pastor Baggel, Pfarrer an der Pankratiuskirche in Hövel. Er richtete dort im Jahre 1663 als zweite geistliche Stelle die Höveler Vikarie als Familienstiftung ein. Die Burg brannte 1633 aus, so dass Pfarrer Baggel auf sein Anwesen Burg Geinegge umsiedelte. 1633 ließ er das Innungshaus vor der Kirche abbrechen und benutzte die grünen Sandsteine zum Wiederaufbau der Besitzung. 1643 zog der Pfarrer wieder auf Burg Hövel ein.
Bis zum Jahre 1820 bewahrte dieser Platz das Aussehen eines Rittersitzes mit breiten Gräften und hohen Wällen. Dann aber ließ der damalige Vikar die Erdbefestigungen abtragen und mit dem Erdreich die westliche und südliche Gräfte zuschütten. Trotzdem war noch um die Wende zum 20. Jahrhundert, wie Kaplan Schwieters erwähnt, der frühere Charakter des Hauses als fester Rittersitz zu erkennen. Nach dem Ersten Weltkrieg wurden auch die restlichen Wassergräben ausgefüllt, so dass von der alten Bestimmung des Hauses nichts mehr zu sehen ist.
Die Burg verfiel und wurde abgebrochen. Heute ist von ihr nichts mehr übrig.
Burg Hövel ist der Stammsitz eines weitverzweigten Geschlechtes. Aus ihm gingen hervor: die Herren der adeligen Häuser Stockum, Lake, Geinegge, Werne und Beckedorf. Alle führten als Wappen einen Schild mit zwei schwarzen oder roten Querbalken.
Daneben werden in alten Urkunden Angehörige derer von Hövel als Burgmänner der Grafen von der Mark auf Burg Mark bei Hamm genannt.
Rothert in seiner Westfälischen Geschichte (I, Seite 168) vermutet, dass die Grafen von Berg mit dem Stammsitz Altenberg an der Dhünn, die sich auch von Huvili nannten, ihren Ursitz in der Burg Hövel haben. Diese Vermutung erhält dadurch mehr Gewicht, dass Westerwinkel und Heessen zum ältesten Besitz des bergischen Hauses gehörten.

## Erhaltungszustand
Von der Burg Hövel sind keine Reste erhalten, die Aufschluss über Art und Aufbau der Burg geben könnten. Bekannt ist lediglich das Wappen derer von Hövel. Diese führten ein silbernes Wappen mit zwei roten Blockstreifen, das heutige Wappen von Bockum-Hövel.